# Aktivní dům
Aktivní dům (z anglického Active House) nepotřebuje cizí energii. Aktivní dům je postavený tak, aby si pro sebe vyráběl energii, popřípadě ji i rozdával. A to nejen energii na vytápění a ohřev teplé vody, ale na provoz celého domu (jako jsou běžné spotřebiče - bílé technika, spotřební elektronika celkově, ale i méně běžné a náročnější zařízení na el. energii- rekuperační jednotky, čerpadla…). 
Od pasivního domu se liší zejména způsobem, kterým se majitel stává nezávislým na okolí. Využívá pro svůj provoz totiž zejména energii pocházející přímo z prostředí, ve kterém se dům nachází (například ze slunce, větru, biomasy…). 

## Rozdíl mezi aktivní a pasivní budovou
Od známějšího pasivního domu se aktivní liší v celkové koncepci a přístupu investora. Pasivní dům klade důraz na nízkoenergetické standardy a na první místo vždy staví ochranu životního prostředí. Tvůrci aktivního domu přistupují k architektuře a stavitelství jiným způsobem. Jejich prioritou je pohodlí uživatele spojené s ohledy na přírodu. 
Aktivní dům však neřeší pouze zimní období a potřebu člověka vytápět své obydlí. Jeho přínosem je energetické pokrytí provozu domu během celého roku, a to pro všechny činnosti (letní chlazení, vaření, praní, sledování TV …). Není přitom zapotřebí téměř žádné elektřiny či plynu čerpané z veřejných distribučních sítí.

## Základní pilíře
- Komfort uživatele (zdravé a pohodlné bydlení)
- Rovnováha mezi domem vyrobenou energií a energií domem spotřebovano (Ideální je samozřejmě případ, produkce energii přesahuje spotřebu)
- Pozitivní dopad na životní prostředí

### Světlo
Hlavním nástrojem k dosažení cílů v podobě výše zmíněných pilířů je dostatek světla, potažmo adekvátní množství oken (případně světlovodů) a jejich vhodná orientace. Je statisticky prokázáno, že člověk tráví v interiérech budov průměrně 90 % svého života, přičemž nedostatek denního světla negativně ovlivňuje jeho zdraví (biorytmy, odolnost vůči stresu, náladu, pracovní efektivitu a další). Okna vhodně orientovaná směrem k jihu pak v zimě přivádí do interiéru větší množství tepelné energie pocházející ze Slunce, než kolik tepla uniká z domu ven. Přirozený ohřev, kterého je dosaženo prostřednictvím neoddiskutovatelného fyzikálního jevu sálání, tak výrazně napomáhá úsporám za energie jinak vynakládané na vytápění objektů. V létě pak lze zabránit přehřívání vnitřních prostor prostřednictvím stínicích prvků, zejména těch umístěných na vnější straně oken, a to hlavně takových, které disponují světlou, ideálně stříbrnou barvou. 

### Ventilace
S okny pak samozřejmě úzce souvisí i ventilace, která je nepochybně dalším nástrojem v putování ke zdravému vnitřnímu prostředí. Větrání okny může probíhat spontánně, ale též řízeně. Posloužit mohou speciální řídicí jednotky, které okno automaticky otevřou či zavřou dle uživatelova nastavení, nebo třeba dle předpovědi počasí. Zařízení může též reagovat na pokyny chytrých senzorů umístěných v místnosti, v níž zaznamenávají míru vlhkosti a množství CO2. Alternativou větrání okny je vzduchotechnická jednotka, jež může být doplněna rekuperací.

### Energie
V neposlední řadě je aktivní dům schopen vyrábět dostatek energie pro svou vlastní spotřebu (či dokonce její nadbytek). Prostředkem může být kupříkladu ostrovní fotovoltaická elektrárna v kombinaci s tepelným čerpadlem.

### Voda
V aktivním domě jsou vybudována taková zařízení, která efektivně hospodaří s vodou. 

### Minimální znečištění
Jak během provozu aktivního domu, tak při jeho výstavbě dochází k minimálnímu znečištění životního prostředí. Jsou použity materiály, jejichž výroba či transport nenarušuje rovnováhu v přírodě, stavební odpad je redukován na minimum a jsou, pokud je to možné, využity recyklované suroviny.

### Tepelná ochrana
Budovy v režimu aktivního domu disponují vyvážeností mezi teplotou a vlhkostí v interiéru. Je použita vhodná či žádná izolace.

### Akustika
Aktivní dům pomýšlí také na vhodné akustické podmínky. Tzn. využívá takových konstrukčních materiálů, které dostatečně eliminují množství proniknuvšího hluku z exteriéru či sousedních místností. V interiéru pak využívá prostředků, které napomáhají útlumu zvuků, které vznikly uvnitř, aby nedocházelo k tvorbě ozvěn.

### Zdravotně nezávadné materiály
Stavebník aktivního domu by měl využít takové materiály, které disponují co nejnižší energetickou náročností a jsou snadno recyklovatelné. Materiály by měly obsahovat co nejnižší koncentraci potenciálně toxických látek, zejména formaldehydu či těkavých látek. Kromě jejich množství je nutné dbát též na jejich vzájemnou provázanost, kombinace různých látek může navyšovat negativní vlivy na organismus člověka i životní prostředí.

## Referenční stavby

### Centennial Park Active House
V kanadské provincii Ontario, v Torontu, byla v roce 2016 úspěšně dokončena výstavba aktivního rodinného domu. V domě je brán zvláštní zřetel na čistotu vnitřního ovzduší, přičemž senzor zaznamenávající hodnoty CO2 předkládá „vysokou kvalitu“ ovzduší v 95 % času. Také teplota v interiéru se pohybuje ve výborných číslech, ani v období silných mrazů (až −15 °C) nedocházelo k výkyvům. 89.5 % materiálů použitých při výstavbě je kompletně recyklovatelných a přes 75 % odpadu vzniklého během stavby bylo zrecyklováno.

### Tradium Broen
V dánské obci Randers došlo v roce 2017 k dokončení výstavby aktivní školské budovy (Vysoká škola obchodní a technická Tradium). Kanceláře školy jsou umístěny podél západní fasády objektu, tamní okna (velká, mířící do zeleně) tak účinně napomáhají solárním ziskům a ohřevu interiéru během pracovní doby. Přehřívání v teplých měsících zabraňují exteriérové rolety. Světelné zisky ponižují náklady na umělé osvětlení.  

### Langfang
V čínské provincii Heibei vznikla v roce 2013 aktivní kancelářská budova pro 54 zaměstnanců, jedná se o centrálu společnosti Velux China. Budova využívá architektury jako nástroje k maximalizaci energetické efektivity, disponuje optimálními parametry v oblasti pracovních podmínek a má minimální environmentální dopad. Prostředky k tomu použité jsou: přirozená ventilace, využití denního osvětlení, solární stínění v létě, pasivní solární vytápění v zimě, respektive: vysoce vzduchotěsná obálka domu s využitím izolace Rockwool, systém vodovodního potrubí zabudovaný do betonových konstrukcí sloužící jak k vytápění, tak chlazení budovy, efektivní topný systém založený na tepelném čerpadle kombinujícím zdroj tepla země se vzduchem, solární termální kolektory pro ohřev užitkové vody, screenové rolety pro prevenci přehřívání interiéru, velké množství oken (fasádních i střešních).

### Futura Home
V roce 2017 byl v Dánsku vystavěn aktivní rezidenční objekt s názvem Futura home. Sektor oken umístěných severozápadním směrem ve spojení se střešními světlovody dodávají do hlavních obytných místností dostatek nepřímého denního světla, je tak minimalizováno riziko přehřívání prostoru. Roční spotřeba energií na provoz domu nepřesahuje 20 kWh/m2, není proto potřeba připojení k systému veřejných tepláren. Dům je vytápěn prostřednictvím tepelného čerpadla vzduch/voda. Také spotřeba elektrické energie je v naprosté většina pokryta vlastní výrobou, dům disponuje vlastní fotovoltaickou elektrárnou. Mimo jiné bylo při výstavbě objektu využito pouze dřevo s certifikací FSC a cihly. V obojím případě, ale i v případě použité izolace, byl materiál upravován pouze tak, aby byla umožněna jeho budoucí bezproblémová recyklace.

### Green solution house
V dánské obci Rønne se nachází stavba, jejíž rekonstrukce byla dokončena v roce 2015. V současnosti se jedná o aktivní budovu kongresového centra a hotelu. Konkrétní podoba tohoto aktivního domu spočívá především v efektivním využití přirozeného světla. Konferenční část je využívána zejména během dne, a je proto uzpůsobena tak, aby maximálně využívala rozptýleného denního světla přicházejícího ze severu. V hotelové části jsou světelné podmínky optimalizovány za pomoci prosklených balkonů a světelných šacht. V prostorách chodeb jsou aplikovány světlovody. Výborný světelný management napomáhá vyniknout interiéru a úspoře energií. Mimo to jsou realizována mnohá jiná „aktivní“ řešení, jako je např. střešní membrána, která zachycuje a neutralizuje emisní částice pocházející z okolního dopravního provozu. Zelená stěna zase čistí vzduch pomocí hojného rostlinstva (to také vyrovnává míru vlhkosti). Je využito tzv. difuzní větrání, které dodává čerstvý vzduch přes akustické panely, které umožní čerstvému vzduchu vstup do interiéru bez vzniku průvanu. V létě tento systém ve stropě plní funkci chladicí. Tento typ ventilace je vhodně vybalancován s větráním přirozeným. Budova vyrábí svou vlastní energii, a to prostřednictvím solárních balkonů. Energie je též vyráběna ze zbytků potravin. Veškeré zbytkové potraviny a jiné organický odpad vzniklý v objektu je přiveden do vlastní stacionární pyrolytické elektrárny.

### Copenhagen International school
V Kodani došlo v roce 2017 k dokončení výstavby vysoce medializované stavby, která se taktéž pyšní přívlastkem aktivní. Tento objekt mezinárodní soukromé školy je známý zejména pro svou solární fasádu. Zajímavý je též fakt, že 97 % konstrukčního materiálu, který byl na výstavbu budovy využit, je recyklovatelný.